# Лабел (Флорида)
Лабел (енгл. LaBelle) град је у америчкој савезној држави Флорида. По попису становништва из 2010. у њему је живело 4.640 становника.

## Демографија
Према попису становништва из 2010. у граду је живело 4.640 становника, што је 430 (10,2%) становника више него 2000. године.
| Група             | 2000.         | 2010.         |
| Белци             | 2.348 (55,8%) | 2.034 (43,8%) |
| Афроамериканци    | 474 (11,3%)   | 377 (8,1%)    |
| Азијати           | 14 (0,3%)     | 28 (0,6%)     |
| Хиспаноамериканци | 1.320 (31,4%) | 2.181 (47,0%) |
| Укупно            | 4.210         | 4.640         |